# Blooming Day (chanson)
Singles de EXO-CBX
Ka-CHING!
(2017) Horololo
(2018)
Blooming Day (coréen : 요일 ; chinois : 花) est un single d'EXO-CBX, le premier sous-groupe officiel du boys band sud-coréano-chinois EXO, sorti le 10 avril 2018 par SM Entertainment comme chanson-titre de leur second EP Blooming Days.

## Contexte et sortie
La chanson a été décrite comme "une piste de danse-pop qui a une allure légère et moderne. Les paroles présentent une douce confession à quelqu'un après que ses sentiments changent et que son cœur « fleurisse » comme une fleur".

## Clip-vidéo
Le clip-vidéo a été réalisé par VM Project Architecture, un collaborateur favori de nombreux groupes K-pop, et propose un monde coloré et décoré de fleurs où le trio peut interagir en réfléchissant et en réfléchissant à des façons d'exprimer leur amour. Joueuse et charismatique à la fois, le clip met en avant la chorégraphie de la chanson tandis que le trio effectue les mouvements dynamiques et rapides soutenus par une équipe de danseurs.

## Promotion
EXO-CBX a interprété pour la première fois "Blooming Day" lors de leur live : « EXO-CBX's Blooming Day ».
EXO-CBX interprétera "Blooming Day" dans les émissions musicales sud-coréennes à partir du 12 avril dans l'émission M Countdown. La chanson a par la suite été intégrée au programme de leur tournée nationale japonaise « EXO-CBX Magical Circus Tour 2018 ».

## Classements

### Classements hebdomadaires
| Classements                        | Meilleure position |
| ---------------------------------- | ------------------ |
| South Korea (Gaon)                 | 20                 |
| South Korea (Korea K-Pop Hot 100)  | 2                  |
| US World Digital Songs (Billboard) | 8                  |

### Classement mensuel
| Classements        | Meilleure position |
| ------------------ | ------------------ |
| South Korea (Gaon) | 35                 |

## Historique de sortie
| Pays         | Date          | Format                   | Label                    |
| ------------ | ------------- | ------------------------ | ------------------------ |
| Corée du Sud | 10 avril 2018 | CD, Téléchargement légal | SM Entertainment, IRIVER |
| Monde entier | 10 avril 2018 | Téléchargement légal     | SM Entertainment, IRIVER |